# Čarobni predmeti u Harryju Potteru
Ono što romane o Harryju Potteru čini iznimno zanimljivima su čarobni predmeti. Spominje ih se puno kroz sve objavljene knjige. Čarobni predmeti mogu služiti u razne svrhe, a najčešće su to razna pomagala ili sredstva za zabavu. Čarobni predmeti su najčešće obični predmeti koje većinom poznaju i bezjaci, koje je čarobnjak začarao, ali se u knjigama vrlo rijetko spominje ili opisuje takav čin.

## Promet

### Leteći tepisi
Leteći tepisi su alternativni način prometovanja u čarobnjačkom svijetu, ali su ilegalni u Europi (ili barem u Engleskoj). Obično su to debeli sagovi, često s različitim uzorcima i motivima koji se proizvode na Srednjem Istoku. Očita prednost sagova pred metlama je mogućnost da se na sag smjesti veći broj ljudi, a vjerojatno je i udobniji za vožnju od metli.
Prije su leteći tepisi u čarobnjačkoj zajednici bili prihvaćen i raširen način prometovanja, ali su zatim zabranjeni zato što ih je Registar predmeta koji se smiju začarati proglasio bezjačkim predmetom. Zbog toga je, prema čarobnjačkom zakonu, zabranjeno začarati ili letjeti na letećem tepihu, iako je u drugim zemljama to još uvijek dopušteno. 
Trgovac imenom Ali Bashir ima veliku želju izvoziti leteće tepihe u Veliku Britaniju i veoma je uzrujan zbog lokalnih zakona koji ga sprječavaju u njegovom naumu. On redovno ispituje Arthura Weasleyja, djelatnika britanskog Ministarstva Magije o tome, ali nije vjerojatno da će se zakon promijeniti.

### Letiprah
Letiprah je svjetlucavi prah kojeg čarobnjaci koriste za putovanje i komunikaciju kroz kamine. Izumila ga je Ignatia Wildsmith (1227. – 1320.).
Može se koristiti u bilo kojem kaminu koji je povezan na letimrežu. Kako bi prešao iz jednog kamina u drugi putnik mora ubaciti šaku letipraha u kamin (ako je vatra upaljena postat će zelena), jasno izgovoriti željeno odredište i zatim zakoračiti u vatru. Također, putnik može stajati u kaminu te zatim baciti prah na svoje noge. Letiprah se može koristiti i za komunikaciju; čarobnjak ili vještica može kleknuti pred kamin i zatim gurnuti glavu, koja će se zatim pojaviti u drugom kaminu, u vatru.
U drugoj knjizi obitelj Weasley i Harry letiprahom su putovali u Zakutnu ulicu. Harry nije jasno izgovorio riječi "Zakutna ulica", pa je završio u trgovini Borgin i Burkes u Ulici Nokturno. U četvrtoj knjizi, Arthur Weasley iskoristio je svoje veze u Ministarstvu magije kako bi privremeno u sustav letimreže uključio kamin obitelji Dursley. Sirius Black je u istoj knjizi koristio mrežu kako bi komunicirao s Harryjem. U petoj je knjizi Harry prilično riskirao koristeći kamin Dolores Umbridge kako bi se javio Siriusu, zato što je Umbridgeica nadzirala sve vrste komunikacije u i iz Hogwartsa.

### Metle
Metle koriste vještice i čarobnjaci svih dobnih skupina i to za prijevoz i igranje metloboja. Njihova je upotreba slična kao i ona letećih tepiha, iako se leteći tepisi ne smiju koristiti u Engleskoj.
U čarobnjačkom svijetu postoje brojni proizvođači i modeli metli koji se međusobno razlikuju u sposobnostima. ponuda je veoma šarolika pa tako postoje veoma skupi i kvalitetni modeli izvrsnih sposobnosti koji izlaze svake godine, ali i metle igračke za djecu koje mogu poletjeti samo nekoliko metara iznad tla. Kulturološko znančenje metli u čarobnjačkom svijetu slično je onom automobila u stvarnom svijetu.

### Putoključ
Putoključevi se prvi put spominju u Harryju Potteru i Plamenom Peharu. Jednom kad su stvoreni čarolijom Portus, putoključevi mogu do željenog odredišta prevoziti svakoga tko ih dotakne ili mogu postati aktivni u unaprijed određenom trenutku i zatim prenijeti do određene lokacije osobu koja ga u tom trenutku dodiruje.
U Harryju Potteru i Plamenom Peharu Barty Crouch ml., koji je oponašao Alastora Moodyja pretvorio je Tromagijski pokal u putoključ koji prenosi onoga tko ga dotakne Voldemortu, očekujući da će to biti Harry Potter. Međutim, Harry je pokal dotaknuo zajedno s Cedricom Diggoryjem pa je Crvorep ubio Cedrica kletvom Avada Kedavra.

### Ormar za nestajanje
Ormar za nestajanje zapravo se sastoji od dva ormara, najčešće identična. U knjizi Harry Potter i Princ miješane krvi spominju se takvi ormari. Jedan jeo od njih bio u Hogwartsu, u sobi potrebe dok je drugi bio u Ulici Nokturno, u prodavaonici Borgin & Burkes u Londonu. Ako se uđe u jedan od ormara, izlazi se kroz drugi ormar, što ormar za nestajanje čini vrlo praktičnim prijevoznim sredstvom.

### Vremokret
Vremokreti su mali predmeti koji imaju oblik pješčanog sata koji služe za putovanje kroz vrijeme. Onoliko koliko nosilac sata okrene vremokret, toliko će se sati vratiti u prošlost. Kada se to jednom dogodi, u jednom trenutku osoba se može nalaziti na dva različita mjesta. Vremokreti mogu biti krajnje opasni ako se neodgovorno koriste, a mogu biti fatalni i za samog korisnika. Upravo zato, vremokreti se smiju koristiti samo dozvolom Ministarstva magije, i samo s dobrim razlogom. Poznati su se primjerci nalazili u Odjelu tajni, u Ministarstvu magije, ali su uništeni nakon bitke u Odjelu tajni u Harryju Potteru i Red feniksa. 
Jedan je primjerak dobila i Hermiona Granger na svojoj trećoj godini u Hogwartsu kako bi mogla sudjelovati na više predavanja u isto vrijeme.

## Slova i znakovi

### Tamni znamen
Tamni znamen je znak Lorda Voldemorta. Ima izgled kosturske glave iz čijih ustiju izvire zmija. Smrtonoše najbliskije Lordu Voldemortu imaju tetovirani Tamni znamen na desnoj podlaktici. U vrijeme prije povratka Voldomorta među žive, Tamni znamen je bio nevidljiv, no postupno se pojačavao sve do trenutka kada je bio potpuno vidljiv, kada je Voldemort povratio snagu. Osim za raspoznavanje, Tamni znamen služi i za prizivanje smrtonoša. Ako Voldemort dotakne Tamni znamnen bilo kojeg od smrtonoša, svi se moraju odmah apartirati na tu lokaciju. U sedmoj knjizi, Harry Potter i Darovi smrti, Tamni znamen koristili su smrtonoše kako bi ga prizvali, ali samo ako su uhvatili Harryja Pottera.
Tamni znamen se također može ispaliti iz štapa, upotrebom čarolije Morsmordre. Ta će čarolija ispaliti u zrak svijetlucavi tamni znamen. Nije poznato treba li biti smrtonoša za upotrebu ove čarolije. Tamni znamen su ispaljivali smrtonoše na mijesta gdije su htjeli ostaviti trag svoje prisutnosti. To su najčešće radili kada bi počinili ubojstva nečistokrvnih čarobnjaka ili neprijatelja Lorda Voldemorta. Tamni znamen je nagoviještaj lošeg događaja, i izaziva strah među mnogima.

## Šaljivi predmeti

### Weasleyjevi čarozezi
Pravopisno pero: Trebalo bi pisati pravopisno, ali piše krivo. Tako je Ron Weasley u šestoj knjizi koristio to pero za sastavak o borbi protiv dementora, ali je umjesto "dementora" napisao "blementora", a za ime "Roonil Wazlib".
Zabušantske zbirke: slatkiši poznati i pod imenom "Serija slatkiša za izazivanje mučnine i povraćanja", izazivaju, ovisno o vrsti bombona, mučninu, vrućicu, krvarenje iz nosa ili nesvjesticu. Ljubičasti dio karamela izaziva "trenutačno ozdravljenje".  

## Ostali čarobni predmeti

### Brzocitatno pero
Rita Skeeter, novinarka u Dnevnom proroku i neregistrirani animagus koristi brzocitatno pero otrovnozelene boje u četvrtom nastavku. Prije korištenja, pocucla se vrh pera. Pero je zatim spremno za samostalno pisanje, bez potrebe za ljudskom rukom. Brzocitatno pero koje koisti Rita uglavnom je preuveličavalo i isticalo negativnosti objekta o kojem je pisala. No nije nužno da je takav slučaj kod svih pera takve vrste.

### Cinkoskop
Cinkoskop je uređaj čija je svrha upozoriti vlasnika na prisustvo ili približavanje nepoznate osobe, ili osobe s lošim namjerama. Neki cinkoskopi mogu biti pouzdani, dok je većina jeftinih modela nepouzdana i mogu se bezrazložno paliti i gasiti. Pouzdan cinkoskop će vlasnika upozoriti na prisustvo nepoznate osobe proizvodnjom pištavih zvukova i vrtnjom poput zvrka. Poznato je da su cinkoskop imali Harry Potter i Alastor Moody.

### Čarobni štapić
Čarobni štapić je najvažniji predmet svakog čarobnjaka i viještice. Čarobni štapić načinjen je od drva,a u središtu se nalazi neka snažna magična supstanca tzv. jezgra. Mnoga su drva pogodna za iradu čarobnog štapića. Primjer su tisa, trešnja, bazga itd. U velikoj Britaniji se kao jezgra najčešće koriste dlaka jednoroga, zmajsko srčano vlakno i pero iz feniksova repa. To su jezgre koje koristi majstor za izradu štapića Ollivander. Međutim, poznato je da se koriste i druge jezgre, npr. vlas iz veeline kose.
Svaki čarobnjak ili viještica ima pravo na štapić kada započne poduku. Ako ministarstvo magije tako odlući(u slučaju zlopurabe štapića), štapić se može i prelomiti, a polovice se vračaju vlasniku. Majstori štapića tvrde kako štapić bira čarobnjaka, a ne čarobnjak štapića. Kada štapić izabere čarobnjaka, između njih se stvara posebna magićna veza, i štapić će biti pokoran tom čarobnjaku.
Osoba nikada neće moći postizate rezulate s tuđim štapiće, tako dobro kao s vlastitim. Nadalje, ako osoba želi koristiti tuđi štapić, taj će mu štapić biti pokorniji ako je štapić oduzet silom. 
Iako čarobnjak svoju magiju može kanalizirati kroz skoro svaki instrument, čarobni štapić je najbolje sredstvo dosada otkriveno za to.
Tajne izrade čarobnih štapića poznate su isključivo čarobnjacima, a njihova upotreba je zabranjena drugim bićima i zvijerima.

### Deluminator
Deluminator (neupaljač, put-outer) je magična sprava slična upaljaču pomoću koje se gase svjetla, a za koju se vjeruje da je jedini primjerak izumio, izradio, i posjedovao Albus Dumbledore (koji je poslije nasljedio Ron Weasley). Likovi u Harryju Potteru uglavnom koriste Deluminator kao dodatnu mjeru zaštite od bezjaka (ljudi bez magičnih moći) tijekom privatnih i službenih razgovora. Deluminator je kroz šest knjiga u Harry Potter serijalu pripadao Albusu Dumbledoreu, a nakon Dumbledoreove smrti na kraju Harryja Pottera i Princa miješane krvi Deluminator je naslijedio Ron Weasley. Ron koristi Deluminator za putovanja i gašenja svjetala. Deluminator, osim Dumbledorea i Rona, koristi i Alastor "Divljooki" Moody u Harryju Potteru i Redu feniksa nakon stizanja na Grimmualdov trg. U posljednjoj knjizi, Harry Potter i Darovi smrti, Ron je iz sjedišta Snatchersa koji rade za Voldemorta teleportiran na Harryjevu lokaciju pomoću Deluminatora. Nije poznatu što se na kraju knjige dogodilo s Deluminatorom iako se pretpostavlja da ga je Ron zadržao devetnaest godina poslije, u epilogu Harryja Pottera i Darova smrti.

### Dnevnik Toma Riddlea
Dnevnik Toma Riddlea jedan je od Voldemortovih horksurksa. Spominje se u knjizi Harry Potter i Odaja tajni, a nađena je u zahodu Plačljive Myrtle. Ginny se dopisivala s njezinim vlasnikom dulje vrijeme (Harry je pak preko Riddleovog dnevnika saznao informacije o Odaji tajni, točnije našao se u sjećanju povezanom s Odajom tajni) a na kraju ju uništava Harry Potter zubom baziliska, velike i opasne zmije koja može ubiti osobu koja ju pogleda izravno u oči (dosad jedina osoba koju je ubio pogled na baziliska je Plačljiva Myrtla), ili ju skameniti ako ju pogleda neizravno, preko nekog predmeta kao što je zrcalo (Hermiona Granger), duh (Neville Longbottom) ili fotoaparat (Colin Creevey).    

### Dvostrana zrcala
Dvostrano zrcralo se prvi put pojavljuje u knjizi Harry Potter i Red feniksa u kojoj je Harry, nakon smrti Siriusa Blacka, svog kuma, našao dvostrano zrcalo. Drugi par dvostranog zrcala je imao i Sirius. Ono se može koristiti za komunikaciju s udaljenom osobom, a kako bi se ostvatila komunikacija, osoba koja ju želi započeti mora zrcalu reći ime osobe te će se potom, ako je kod druge osobe također dvostrano zrcalo, pojaviti slika te osobe. James Potter i Sirius Black koristili su dvostrano zrcalo kad su izvršavali kazne na različitim lokacijama.     

### Mapa za haranje
Mapa za haranje je karta koju su napravili Remus Lupin, Peter Pettigrew, Sirius Black, i James Potter (poznati kao Harači) za vrijeme svog školovanja u Hogwartsu. Uz pomoć svojih saznanja o Hogwartsu koja su Harači prikupili dok su noću lutali po dvorcu i okolici (Black, Potter i Pettigrew preobraženi u animaguse, a Lupin u vukodlaka) u toku svog sedmogodišnjeg školovanja, uspjeli su napraviti svoju kartu Hogwartsa koju su nazvali Mapa za haranje. Karta nosi imena svojim tvoraca, četiri Harača, koji su se potpisali svojim nadimcima, usko vezanim za životinje u koje se pretvaraju: Lunac (Remus Lupin), Parožak (James Potter), Tihotap (Sirius Black) i Crvorep (Peter Pettigrew). 
Na prvi pogled, mapa izgleda kao običan komad pergamenta, ali kada osoba koja ju posjeduje, izgovori frazu: "Svečano prisežem da nemam dobre namjere", tinta počne ispisivati tekst po pergamentu. Prvo se ispišu imena tvoraca Mape, a zatim se počnu ucrtavati svi hodnici Hogwartsa (uključujući i tajne prolaze i prostorije), kao i okolica dvorca. mapa također otkriva načine kako doći do neke prostorije ili tajnog prolaza (uključujući lozinke). Osim hodnika i prostorija, Mapa pokazuje i ljude koji se nalaze u Hogwartsu u tom trenutku kao i svako njihovo kretanje kroz dvorac i po ucrtanoj okolici. Jedina prostorija čije tajne Mapa za haranje ne otkriva je Soba potrebe. To je otkrio Harry na svojoj šestoj godini u knjizi Harry Potter i Princ miješane krvi, kada je slijedio Draca Malfoyja, te je utvrdio da Mapa uopće ne prikazuje njegovu lokaciju (iako je bio u Sobi potrebe). Ova činjenica navodi na sumnju da Harači možda nisu znali za tu prostoriju. Nakon što osoba koja posjeduje Mapu, prouči i pogleda što joj treba, frazom Huncutarija izvedena zatvara Mapu i sve što je pisalo na njoj se briše. Na taj je način Mapa zaštićena da se njome ne koristi onaj tko ne zna njezinu tajnu.
Harry je dobio Mapu za haranje od Freda i Georga Weasleyja na svojoj trećoj godini u Harryju Potteru i zatočeniku Azkabana. Weasleyjevi su je ukrali iz ureda Argusa Filcha kada su bili na svojoj prvoj godini. Od trećeg romana, mapa se stalno pojavljuje, te često igra ključne uloge.
U Harryju Potteru i zatočeniku Azkabana, profesor Snape pronalazi Mapu kod Harryja i pokušava otkriti tajne koje krije Mapa, ali ne uspijeva. Naprotiv, Mapa ga počinje vrijeđati i ismijavati ga. Profesor Lupin stiže i uzima Mapu kako bi je istražio ali je kasnije vraća Harryju. Snape je i dalje uvjeren da je Mapa puna crne magije, najvjerojatnije zbog toga što je prepoznao njezine tvorce, Harače. 
Mapa, izgleda, ima mogućnost da razmišlja i pamti, te zadržava osobine svojih tvoraca kao i Razredbeni klobuk. 
Za razliku od knjige, gdje je Mapa komad pergamenta, u filmskoj verziji Harryja Pottera i zatočenika Azkabana, mapa izgleda kao omot, koji otkriva puno više drugih stranica. Mapa u filmu je mnogo kompliciranija, čak su dodane stranice koje se kreću kako bi se vjerno prikazale pokretne stube u Hogwartsu.

### Nezaboravak
Nezaboravak je okrugla manja staklena loptica i upozorava kad je osoba koja je drži u ruci nešto zaboravila. Upozorava tako što svijetli u crvenoj boji. Nezaboravak Nevillea Longbottoma koji je dobio od bake u prvom knjizi, Harry Potter i Kamen mudraca, donosi Harryju mjesto tragča u Gryffindorskoj metlobojskoj ekipi.

### Pero Dolores Umbridge
Dolores Umbridge ga koristi u petom nastavku. Ono riječi napisane na papir urezuje u kožu ruke onoga koji piše. Pero je koristila kao kaznu učenicima koji nisu poštovali njena pravila. U filmu ona kažnjava sve učenike koji su bili članovi Dumbledoreove Armije. Pero također koristi kao kaznu Harryju kada je rekao da se lord Voldemort vratio, s čime se Dolores nije slagala. Ispisivao je riječi "I must not tell lies" (ne smijem govoriti neistinu) dok mu se nisu urezale u kožu.

### Plašt nevidljivosti
Plašt nevidljivosti može biti bilo koji plašt koji je magijom začaran tako da sakrije svog vlasnika, odnosno da ga učini nevidljivim. Takvi su plaštavi začarani čarolijom iluzije ili sličnim čarolijama za nevidljivost. Mana tih plašteva je što imaju ograničen rok trajanja, te im se s dotrajalošću gubi kvaliteta čarolije, a nisu ni otporni na kletve. Međutim, iz Bajke o troje braće poznato je da postoji plašt nevidljivosti koji će uistinu onoga tko ga nosi učiniti potpuno nevidljivim, a tom plaštu čarolija vremenom ne slabi. Nadalje, taj je plašt otporan na kletve i čarolije, pa ga se primjerice ne može prizvati kako bi vlasnik postao vidljiv. Taj plašt je jedan od tri Dara smrti. Pripadao je Ignotusu Peverellu, jednom od trojice braće iz Bajke o troje braće. Nakon njegove smrti, plašt su nasljeđivali njegovi potomci, a posljednji poznati vlasnik je Harry Potter, koji ga je nasljedio od oca Jamesa Pottera. Iako je taj plašt vrlo otporan, ipak nije savršen. Tako je primjerice Harry Potter skriven pod plaštom bio vidljiv magičnom oku Divljookog Moodya, Voldemortovoj zmiji Nagini(iz toga se može zaključiti da plašt možda ne djeluje na životinje, što možebitno potvrđuje i ponašanje Gospe Norris, mačke Argusa Filcha), a osobe pod tim plaštem vidljivi su i na mapi za haranje.

### Razredbeni klobuk
Razredbeni klobuk je magični šešir, korišten u Hogwartsu kako bi rasporedio učenike u jedan od četiri doma u Hogwartsu: Gryffindore, Hufflepuffe, Ravenclawe ili Slytherine. Tijekom banketa, u čast početka nove školske godine, učenici prve godine, koji su po tradiciji Hogwartsa stigli u čamcima preko jezera, poredaju se u red, te ih profesorica McGonagall proziva po abecednom redoslijedu kako bi bili razvrstani. Prozvani učenik sjeda na stolicu na sredini Velike dvorane, te stavlja Razredbeni klobuk na glavu.  Razredbeni klobuk ima sposobnost da pregleda misli, sposobnosti i budućnost učenika. Tako je rekao Harryju da je pametan, hrabar i odlučan, te da bi se najbolje snašao u Slytherinima, ali je i poštovao Harryjeve želje pa ga je svrstao u Gryffindore. Nakon što je Klobuk odlučio, glasno izgovara ime doma u koji svrstava učenika. 
Razredbeni klobuk je pripadao Godricu Gryffindoru, osnivaču Hogwartsa i doma Gryffindora. Gryyfindor ga je ostavio u Hogwartsu zajedno sa svojim mačem i od tada klobuk "živi" u ravnateljevom uredu. Nisu poznate njegove druge aktivnosti, osim razvrstavanja učenika.
Razredbeni klobuk, neposredno prije početka ceremonije razvrstavanja novih učenika, recitira pjesmu koju je sam smislio. Tekst te pjesme je svake godine drugačiji i obično opisuje i veliča Osnivače Hogwartsa, iako nerijetko upozorava na neku opasnost, kao u Harryju Potteru i Redu feniksa.
U Harryju Potteru i Odaji tajni, Razredni je klobuk odigrao jednu od najvažnijih uloga. Dumbledoreov feniks, Fawkes, donio je Harryju Razredbeni klobuk u Odaju tajni. Kada je Harry stavio Klobuk na glavu, u njemu je nastao Gryffindorov mač koji je pomogao Harryju da ubije Baziliska. Mač i klobuk su jedina dva poznata predmeta koja su pripadala Gryffindoru.
U filmskim verzijama romana, Leslie Phillips je posudio glas Razredbenom klobuku.

### Sito sjećanja
Sito sjećanja opisano je kao kamena posuda koja služi za pohranjivanje sjećanja. Ukrašeno je drevnim runama i ispunjeno je nepoznatom tvari sivkaste boje, u tekućem ili plinovitom stanju koja podsjeća Harryja na pramenove Dumbledoreove kose. Ta tvar zapravo predstavlja sjećanja. Čarobnjak ili vještica može pohraniti svoje ili tuđe sjećanje u Sito, te ga kasnije pogledati. Sito također pomaže kada um postane prenatrpan raznim informacijama, tako što ga čarobnjak "rastereti" pohranjujući razna sjećanja u njega.
Postupak pohranjivanja sjećanja u Sito nije potpuno objašnjen (vjerojatno jer Harry to nije nikada radio), ali sjećanje treba prvo "izvući" iz uma pomoću čarobnog štapića, a zatim tvar koja je izašla, treba prenijeti do Sita. Sjećanje se također može pohraniti i u male bočice, a kasnije prenijeti u Sito.
Osoba koja gleda sjećanje u Situ, osim što može gledati sjećanje na površini Sita, i to očima čarobnjaka ili vještice čije je sjećanje u Situ, može i ući u sjećanje. Tada gleda događaj koji se dogodio iz trećeg lica, odnosno pretvara se u neku vrstu utvare koja i nije zapravo u tom trenutku na tom mjestu (osobu koja je u Situ nitko od sudionika sjećanja ne može vidjeti). Sito zapravo stvara neku vrstu virtualne stvarnosti. Osoba koja je u sjećanju također može vidjeti i stvari koje u tom trenutku nije vidio vlasnik sjećanja, iako ih se on ustvari ne sjeća. Na pitanje kako je to moguće, J. K. Rowling kaže u jednom od razgovora da je to jedno od magičnih svojstava Sita sjećanja. Na sličnom principu radi Dnevnik Toma Riddlea koji je također mogao uvući u sebe svog čitaoca (dnevnik je zapravo bio horkruks).  
Sjećanje u Situ se može promijeniti (kao što je uradio Horace Slughorn), odnosno preinačiti. U sjećanje se mogu dodavati novi elementi, brisati stari, a često su neki dijelovi sjećanja zamagljeni, pa tako da Sito ne predstavlja uvijek najpouzdaniji način otkrivanja tijeka nekih događaja. Također, u Sito se ne moraju pohranjivati sjećanja samo ljudi, to mogu biti i sjećanja nekih drugih stvorenja kao na primjer ona kućnih vilenjaka.    
Kao i ostala imena u romanima, i ovo ime u engleskom izvorniku ima i druga značenja. Engleski izvornik sita sjećanja je Pensieve. Sieve je naprava koja služi za pročišćavanje misli, i osoba koja koristi napravu postaje zamišljena, odnosno ispunjena mislima (eng. pensive). Također je Pensieve anagram od Pevensie, prezimena glavnog lika iz knjige Lav, vještica i ormar, autora Clive Staples Lewisa u kojoj djeca Pevensie odlaze u drugi svijet kroz magični ormar, kao što je Harry putem Sita sjećanja, ušao u novi svijet - u Dumbledoreovo sjećanje.

### Urlojav
Urlojav se pojavljuje u drugom nastavku. Ron Weasley ga dobiva od majke nakon što on i Harry uzimaju čarobni automobil kojim se odvoze do škole. Čim je Ron otvorio urlojav, pismo se samo počelo čitati. Glas njegove majke je vikao na njega čitajući sadržaj pisma. Neville Longbottom spominje da je jednom i on dobio urlojav od bake, a ignorirao ga je. Napominje da je bilo grozno i da je bolje da ga Ron otvori. Na kraju poruke pismo se pretvori u pepeo.

### Zrcalo Erised
Zrcalo Erised je mistično ogledalo koje je Harry Potter otkrio u jednom od tajnih hodnika Škole vještičarenja i čarobnjaštva Hogwarts. Erised se pojavljuje samo na Harryjevoj prvoj godini u Hogwartsu, u knjizi Harry Potter i Kamen mudraca. Na ogledalu je ispisan naziv na engleskom erised stra ehru oyt ube cafru oyt on wohsi što bi u prijevodu na hrvatski bilo agovta crselj ežogenec ilejovt mejuza kopenaj. Naopako pročitano to znači: ja ne pokazujem tvoje lice nego želje srca tvoga. U nazivu na engleskom se pojavljuje kao prva, riječ erised što je ustvari desire (na hrvatskom želja). Prema riječima Albusa Dumbledorea, "Ono nam pokazuje ništa manje i ništa više nego najdublje i najočajnije želje našeg srca".
Harry u Zrcalu vidi svoje roditelje, Jamesa i Lily Potter, kao i ostatak svoje čarobnjačke obitelji koju nikad nije upoznao, Ron Weasley vidi sebe kao Glavnog prefekta i kao Kapetana metlobojske ekipe Gryffindora kako u rukama drži Međudomski i Metlobojski pehar (to otkriva njegovu želju da se dokaže i da prestane biti u sjeni svoje uspješne braće). Albus Dumbledore, jedan od četiri lika koji je u romanima stao pred Zrcalo Erised, tvrdi da je vidio sebe kako u rukama drži nekoliko parova čarapa jer kaže da "...čovjek nikad nema dosta čarapa...". To možda navodi na činjenicu da je Dumbledore u potpunosti sretan, ali Harry ipak sumnja u njegovu iskrenost.
Zrcalo Erised je bila posljednja i najjača zaštita Kamena mudraca. Dumbledore je sakrio Zrcalo i Kamen u njemu. Začarao ga je tako da Kamen može uzeti samo osoba koja ga želi uzeti, ali ne i iskoristi. Svi drugi bi sebe vidjeli kako piju Eliksir života ili pretvaraju predmete u zlato, prije nego sebe kako nalaze Kamen. Tako je Profesor Quirrel vidio sebe kako predaje Kamen svom gospodaru, Lordu Voldemortu, ali ga nije mogao uzeti. Zato je iskoristio Harryja, koji je mogao uzeti Kamen, jer se nije htio okoristiti njime. Harry je uspio uzeti Kamen, ali ga se Quirrel na sreću nije uspio domoći.